# Mnesiloba
Mnesiloba là một chi bướm đêm thuộc họ Geometridae.

## Các loài
- Mnesiloba cauditornata (Prout, 1931)
- Mnesiloba dentifascia (Hampson, 1891)
- Mnesiloba eupitheciata (Walker, 1863)
- Mnesiloba intentata (Walker, 1866)